# Celeste (Pornodarstellerin)

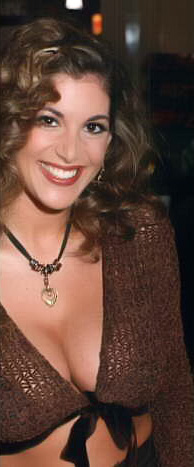
Celeste (2006)

Celeste (* 3. Mai 1972 als Jennifer Lynda Acton in Stillwater, Minnesota) ist eine US-amerikanische ehemalige Pornodarstellerin, die von 1992 bis 1995 in über 170 Filmen mitspielte.

## Leben
Sie trat zunächst als Stripperin für den Dejavu-Nachtclub in Minneapolis auf. Bei einem Werbetermin in Las Vegas knüpfte sie Kontakt mit dem Pornodarsteller Woody Long, dem sie bald darauf nach Kalifornien folgte und den sie später auch heiratete. Ab 1992 spielte Celeste in Pornofilmen (oft mit Long als Filmpartner) mit. Größerer Erfolg stellte sich jedoch erst ein, nachdem sie sich einer Nasenoperation und einer Brustvergrößerung unterzogen hatte. Aufgrund einer gewissen Ähnlichkeit mit Cindy Crawford trat sie danach in drei Filmen auch mit aufgeschminktem Leberfleck unter dem Rollennamen Sindy Crawlforward auf.
Nach ihrer Scheidung von Long bekam sie ein Kind von Pornofilm-Regisseur Paul Norman, wollte allerdings deshalb ursprünglich nur für eine gewisse Zeit pausieren. Die Beziehung zu Norman ging jedoch wenig später in die Brüche, und sie beendete daraufhin aus Angst vor einer AIDS-Erkrankung und den resultierenden Folgen für ihr Kind ihre Filmtätigkeit. Ihr letzter Film Borderline war zum damaligen Zeitpunkt der aufwändigste Film, den die Firma Vivid produziert hatte.
Sie arbeitete vor und nach ihrer Karriere als Betreuerin für körperlich und geistig behinderte Kinder. Inzwischen lebt die vierfache Mutter mit ihrem dritten Ehemann, einem Chirurgen, in Nevada.

## Auszeichnungen
- 1994: XRCO Award: „Best Girl-Girl Scene“ in Dinner Party[3] (mit Debi Diamond und Misty Rain)
- 1995: AVN Award: „Best All-Girl Sex Scene – Film“ in Dinner Party[4] (mit Debi Diamond und Misty Rain)
- 1996: AVN Award: „Best Group Sex Scene – Film“ in Borderline (Orgy Finale)[5][6]
- 1996: „Best Female of the Year“ – Adam Film World Readers Poll

## Filmografie (Auswahl)
- 1993: Wicked Women
- 1994: Dinner Party 1
- 1994: Elements of Desire
- 1994: Private Property
- 1994: Sindy’s Sexercise Workout
- 1995: Caught in the Act
- 1995: Exposure
- 1995: Trouble Maker
- 1995: Borderline